# Vern-d'Anjou
Vern-d'Anjou is een plaats en voormalige gemeente in het Franse departement Maine-et-Loire in de regio Pays de la Loire en telt 1652 inwoners (2005). De plaats maakt deel uit van het arrondissement Segré.

## Geschiedenis
De plaats maakt sinds 22 maart 2015 deel uit van het kanton Tiercé toen het kanton Le Lion-d'Angers, waar de gemeente daarvoor onder viel, werd opgeheven. Op 28 december 2015 werd de Vern-d'Anjou als zelfstandige gemeente opgeheven en werd het de hoofdplaats van de op die dag gevormde commune nouvelle Erdre-en-Anjou.

## Geografie
De oppervlakte van Vern-d'Anjou bedraagt 36,4 km², de bevolkingsdichtheid is 45,4 inwoners per km².
De onderstaande kaart toont de ligging van Vern-d'Anjou met de belangrijkste infrastructuur en aangrenzende gemeenten.

## Demografie
Onderstaande figuur toont het verloop van het inwonertal.
Brain-sur-Longuenée · Gené · La Pouëze · Vern-d'Anjou